# Куркетен
Куркетен (фр. Courquetaine) је насељено место у Француској у региону Париски регион, у департману Сена и Марна.
По подацима из 2011. године у општини је живело 201 становника, а густина насељености је износила 25,7 становника/km².

## Демографија
| 1962. | 1968. | 1975. | 1982. | 1990. | 2011. |
| ----- | ----- | ----- | ----- | ----- | ----- |
| 143   | 146   | 126   | 169   | 180   | 201   |